# Urraca von Kastilien (Portugal)

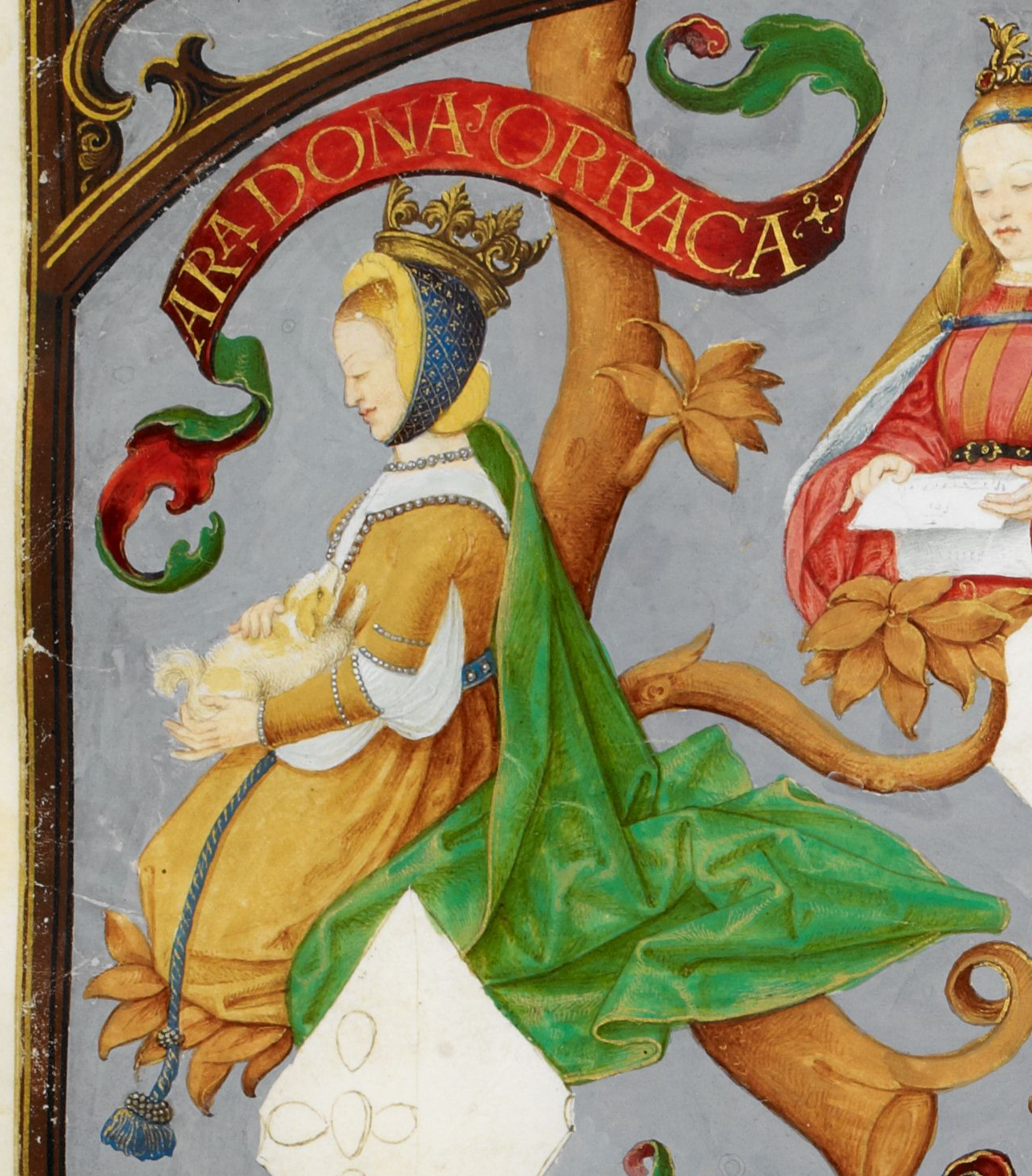
A Rainha Dona Urraca de Portugal – Miniatur aus der Genealogia dos Reis de Portugal von António de Holanda.

Urraca von Kastilien (* 1186 oder 1187 in Coimbra; † 3. November 1220 in Lissabon) war eine Prinzessin von Kastilien und von 1211 bis zu ihrem Tode Königin von Portugal.

## Leben
Urraca wurde als Tochter König Alfons VIII. von Kastilien und seiner Ehefrau, Eleonore Plantagenet (eine geborene englische Prinzessin, Tochter Königs Heinrich II. von England und Eleonores von Aquitanien) geboren. Benannt wurde sie nach ihrer Ururgroßmutter Urraca von León und Kastilien (1080–1126), die von 1109 bis 1126 regierende Königin von Kastilien und León war. Urraca hatte neun Geschwister, von denen Berenguela, Blanka, Eleonore und der spätere König Heinrich I. von Kastilien das Erwachsenenalter erreichten.
Zur Besiegelung des am 22. Mai 1200 zwischen Johann Ohneland und Philipp II. August geschlossenen Vertrags von Le Goulet sollte der französische Kronprinz Ludwig (VIII.) mit einer Nichte Johanns verheiratet werden. Johanns Mutter, Urracas Großmutter Eleonore von Aquitanien, reiste nach Kastilien, um die künftige französische Königin unter ihren Enkelinnen auszuwählen. Die Wahl fiel auf die jüngere Blanka, angeblich, weil der Name Urraca für die Franzosen unaussprechbar gewesen wäre.

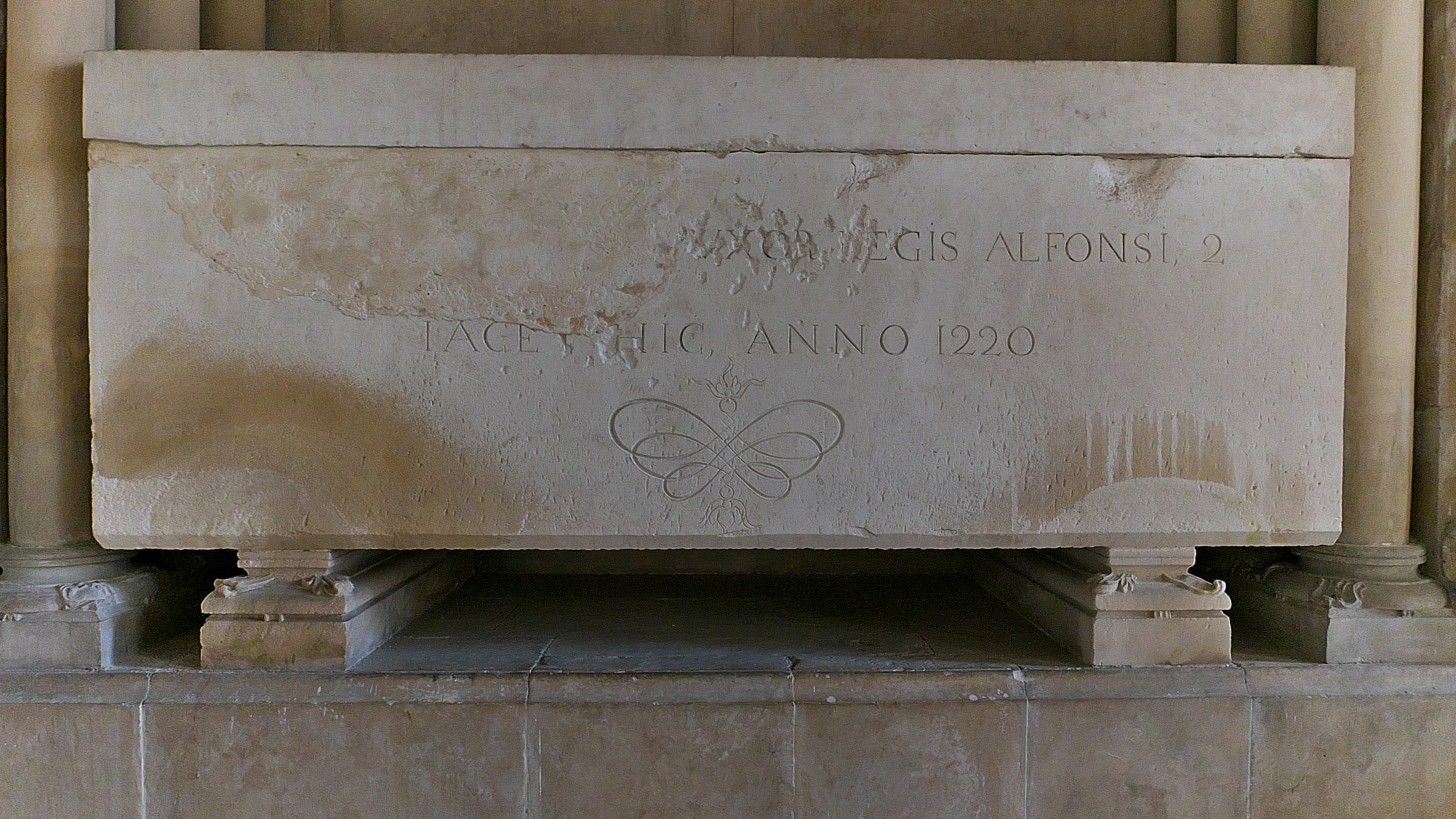
Urracas Sarkophag im Kloster Alcobaça

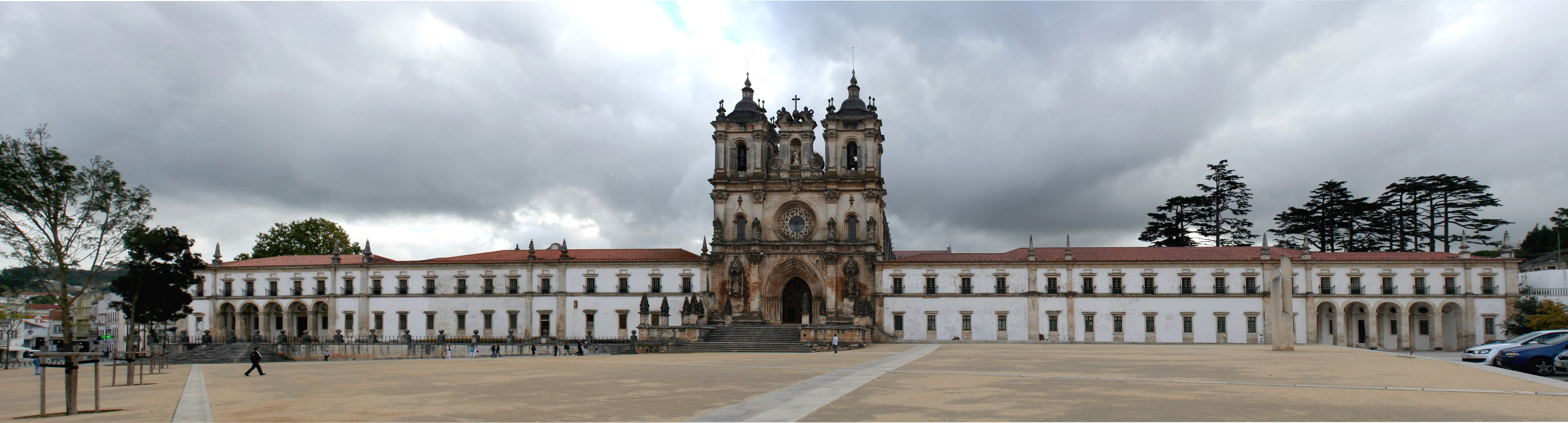
Kloster Alcobaça

1208 heiratete Urraca den portugiesischen Thronfolger, der 1211 als Alfons II. den Thron bestieg. Damit wurde Urraca als Ehefrau, nicht aber als Herrscherin eigenen Rechts Königin. Urraca förderte verschiedene Orden, darunter die Franziskaner und Dominikaner. Sie hatte politischen Einfluss auf den König. 1214 bestimmte Alfons II., dass sie im Falle seines Todes die Regentschaft übernehmen sollte. Sie starb jedoch 1220, drei Jahre vor ihm, und wurde neben ihm im erst 1223 fertiggestellten Kloster Alcobaça beigesetzt.

## Vorfahren
| Alfons VII. von Kastilien (1104–1157) | Alfons VII. von Kastilien (1104–1157) | Alfons VII. von Kastilien (1104–1157) | Alfons VII. von Kastilien (1104–1157) | Alfons VII. von Kastilien (1104–1157) | Alfons VII. von Kastilien (1104–1157) |                                       |                                       | Berenguela von Barcelona (?–1149)     | Berenguela von Barcelona (?–1149)     | Berenguela von Barcelona (?–1149) | Berenguela von Barcelona (?–1149) | Berenguela von Barcelona (?–1149)      | Berenguela von Barcelona (?–1149)      |                                        |                                        | García IV. Ramírez (?–1150)            | García IV. Ramírez (?–1150)            | García IV. Ramírez (?–1150) | García IV. Ramírez (?–1150) | García IV. Ramírez (?–1150) | García IV. Ramírez (?–1150) |                             |                             | Marguerite de l’Aigle (?–1141) | Marguerite de l’Aigle (?–1141) | Marguerite de l’Aigle (?–1141) | Marguerite de l’Aigle (?–1141) | Marguerite de l’Aigle (?–1141)   | Marguerite de l’Aigle (?–1141) |  |  | Gottfried V. Plantagenet (1113–1151) | Gottfried V. Plantagenet (1113–1151) | Gottfried V. Plantagenet (1113–1151) | Gottfried V. Plantagenet (1113–1151) | Gottfried V. Plantagenet (1113–1151) | Gottfried V. Plantagenet (1113–1151) |                                      |                                      | Matilda von England (1102–1167)      | Matilda von England (1102–1167)      | Matilda von England (1102–1167) | Matilda von England (1102–1167) | Matilda von England (1102–1167)  | Matilda von England (1102–1167)  |                                  |                                  | Wilhelm X. von Aquitanien (1099–1137) | Wilhelm X. von Aquitanien (1099–1137) | Wilhelm X. von Aquitanien (1099–1137) | Wilhelm X. von Aquitanien (1099–1137) | Wilhelm X. von Aquitanien (1099–1137) | Wilhelm X. von Aquitanien (1099–1137) |                                     |                                     | Aenòr de Chateleràud (1105–1130)    | Aenòr de Chateleràud (1105–1130)    | Aenòr de Chateleràud (1105–1130) | Aenòr de Chateleràud (1105–1130) | Aenòr de Chateleràud (1105–1130) | Aenòr de Chateleràud (1105–1130) |
| Alfons VII. von Kastilien (1104–1157) | Alfons VII. von Kastilien (1104–1157) | Alfons VII. von Kastilien (1104–1157) | Alfons VII. von Kastilien (1104–1157) | Alfons VII. von Kastilien (1104–1157) | Alfons VII. von Kastilien (1104–1157) |                                       |                                       | Berenguela von Barcelona (?–1149)     | Berenguela von Barcelona (?–1149)     | Berenguela von Barcelona (?–1149) | Berenguela von Barcelona (?–1149) | Berenguela von Barcelona (?–1149)      | Berenguela von Barcelona (?–1149)      |                                        |                                        | García IV. Ramírez (?–1150)            | García IV. Ramírez (?–1150)            | García IV. Ramírez (?–1150) | García IV. Ramírez (?–1150) | García IV. Ramírez (?–1150) | García IV. Ramírez (?–1150) |                             |                             | Marguerite de l’Aigle (?–1141) | Marguerite de l’Aigle (?–1141) | Marguerite de l’Aigle (?–1141) | Marguerite de l’Aigle (?–1141) | Marguerite de l’Aigle (?–1141)   | Marguerite de l’Aigle (?–1141) |  |  | Gottfried V. Plantagenet (1113–1151) | Gottfried V. Plantagenet (1113–1151) | Gottfried V. Plantagenet (1113–1151) | Gottfried V. Plantagenet (1113–1151) | Gottfried V. Plantagenet (1113–1151) | Gottfried V. Plantagenet (1113–1151) |                                      |                                      | Matilda von England (1102–1167)      | Matilda von England (1102–1167)      | Matilda von England (1102–1167) | Matilda von England (1102–1167) | Matilda von England (1102–1167)  | Matilda von England (1102–1167)  |                                  |                                  | Wilhelm X. von Aquitanien (1099–1137) | Wilhelm X. von Aquitanien (1099–1137) | Wilhelm X. von Aquitanien (1099–1137) | Wilhelm X. von Aquitanien (1099–1137) | Wilhelm X. von Aquitanien (1099–1137) | Wilhelm X. von Aquitanien (1099–1137) |                                     |                                     | Aenòr de Chateleràud (1105–1130)    | Aenòr de Chateleràud (1105–1130)    | Aenòr de Chateleràud (1105–1130) | Aenòr de Chateleràud (1105–1130) | Aenòr de Chateleràud (1105–1130) | Aenòr de Chateleràud (1105–1130) |
|                                       |                                       |                                       |                                       |                                       |                                       |                                       |                                       |                                       |                                       |                                   |                                   |                                        |                                        |                                        |                                        |                                        |                                        |                             |                             |                             |                             |                             |                             |                                |                                |                                |                                |                                  |                                |  |  |                                      |                                      |                                      |                                      |                                      |                                      |                                      |                                      |                                      |                                      |                                 |                                 |                                  |                                  |                                  |                                  |                                       |                                       |                                       |                                       |                                       |                                       |                                     |                                     |                                     |                                     |                                  |                                  |                                  |                                  |
|                                       |                                       |                                       |                                       | Sancho III. von Kastilien (1133–1158) | Sancho III. von Kastilien (1133–1158) | Sancho III. von Kastilien (1133–1158) | Sancho III. von Kastilien (1133–1158) | Sancho III. von Kastilien (1133–1158) | Sancho III. von Kastilien (1133–1158) |                                   |                                   |                                        |                                        |                                        |                                        |                                        |                                        |                             |                             | Blanka von Navarra (?–1157) | Blanka von Navarra (?–1157) | Blanka von Navarra (?–1157) | Blanka von Navarra (?–1157) | Blanka von Navarra (?–1157)    | Blanka von Navarra (?–1157)    |                                |                                |                                  |                                |  |  |                                      |                                      |                                      |                                      | Heinrich II. Plantagenet (1133–1189) | Heinrich II. Plantagenet (1133–1189) | Heinrich II. Plantagenet (1133–1189) | Heinrich II. Plantagenet (1133–1189) | Heinrich II. Plantagenet (1133–1189) | Heinrich II. Plantagenet (1133–1189) |                                 |                                 |                                  |                                  |                                  |                                  |                                       |                                       |                                       |                                       | Eleonore von Aquitanien (1122–1204)   | Eleonore von Aquitanien (1122–1204)   | Eleonore von Aquitanien (1122–1204) | Eleonore von Aquitanien (1122–1204) | Eleonore von Aquitanien (1122–1204) | Eleonore von Aquitanien (1122–1204) |                                  |                                  |                                  |                                  |
|                                       |                                       |                                       |                                       | Sancho III. von Kastilien (1133–1158) | Sancho III. von Kastilien (1133–1158) | Sancho III. von Kastilien (1133–1158) | Sancho III. von Kastilien (1133–1158) | Sancho III. von Kastilien (1133–1158) | Sancho III. von Kastilien (1133–1158) |                                   |                                   |                                        |                                        |                                        |                                        |                                        |                                        |                             |                             | Blanka von Navarra (?–1157) | Blanka von Navarra (?–1157) | Blanka von Navarra (?–1157) | Blanka von Navarra (?–1157) | Blanka von Navarra (?–1157)    | Blanka von Navarra (?–1157)    |                                |                                |                                  |                                |  |  |                                      |                                      |                                      |                                      | Heinrich II. Plantagenet (1133–1189) | Heinrich II. Plantagenet (1133–1189) | Heinrich II. Plantagenet (1133–1189) | Heinrich II. Plantagenet (1133–1189) | Heinrich II. Plantagenet (1133–1189) | Heinrich II. Plantagenet (1133–1189) |                                 |                                 |                                  |                                  |                                  |                                  |                                       |                                       |                                       |                                       | Eleonore von Aquitanien (1122–1204)   | Eleonore von Aquitanien (1122–1204)   | Eleonore von Aquitanien (1122–1204) | Eleonore von Aquitanien (1122–1204) | Eleonore von Aquitanien (1122–1204) | Eleonore von Aquitanien (1122–1204) |                                  |                                  |                                  |                                  |
|                                       |                                       |                                       |                                       |                                       |                                       |                                       |                                       |                                       |                                       |                                   |                                   |                                        |                                        |                                        |                                        |                                        |                                        |                             |                             |                             |                             |                             |                             |                                |                                |                                |                                |                                  |                                |  |  |                                      |                                      |                                      |                                      |                                      |                                      |                                      |                                      |                                      |                                      |                                 |                                 |                                  |                                  |                                  |                                  |                                       |                                       |                                       |                                       |                                       |                                       |                                     |                                     |                                     |                                     |                                  |                                  |                                  |                                  |
|                                       |                                       |                                       |                                       |                                       |                                       |                                       |                                       |                                       |                                       |                                   |                                   | Alfons VIII. von Kastilien (1155–1214) | Alfons VIII. von Kastilien (1155–1214) | Alfons VIII. von Kastilien (1155–1214) | Alfons VIII. von Kastilien (1155–1214) | Alfons VIII. von Kastilien (1155–1214) | Alfons VIII. von Kastilien (1155–1214) |                             |                             |                             |                             |                             |                             |                                |                                |                                |                                |                                  |                                |  |  |                                      |                                      |                                      |                                      |                                      |                                      |                                      |                                      |                                      |                                      |                                 |                                 | Eleonore Plantagenet (1161–1214) | Eleonore Plantagenet (1161–1214) | Eleonore Plantagenet (1161–1214) | Eleonore Plantagenet (1161–1214) | Eleonore Plantagenet (1161–1214)      | Eleonore Plantagenet (1161–1214)      |                                       |                                       |                                       |                                       |                                     |                                     |                                     |                                     |                                  |                                  |                                  |                                  |
|                                       |                                       |                                       |                                       |                                       |                                       |                                       |                                       |                                       |                                       |                                   |                                   | Alfons VIII. von Kastilien (1155–1214) | Alfons VIII. von Kastilien (1155–1214) | Alfons VIII. von Kastilien (1155–1214) | Alfons VIII. von Kastilien (1155–1214) | Alfons VIII. von Kastilien (1155–1214) | Alfons VIII. von Kastilien (1155–1214) |                             |                             |                             |                             |                             |                             |                                |                                |                                |                                |                                  |                                |  |  |                                      |                                      |                                      |                                      |                                      |                                      |                                      |                                      |                                      |                                      |                                 |                                 | Eleonore Plantagenet (1161–1214) | Eleonore Plantagenet (1161–1214) | Eleonore Plantagenet (1161–1214) | Eleonore Plantagenet (1161–1214) | Eleonore Plantagenet (1161–1214)      | Eleonore Plantagenet (1161–1214)      |                                       |                                       |                                       |                                       |                                     |                                     |                                     |                                     |                                  |                                  |                                  |                                  |
|                                       |                                       |                                       |                                       |                                       |                                       |                                       |                                       |                                       |                                       |                                   |                                   |                                        |                                        |                                        |                                        |                                        |                                        |                             |                             |                             |                             |                             |                             |                                |                                |                                |                                |                                  |                                |  |  |                                      |                                      |                                      |                                      |                                      |                                      |                                      |                                      |                                      |                                      |                                 |                                 |                                  |                                  |                                  |                                  |                                       |                                       |                                       |                                       |                                       |                                       |                                     |                                     |                                     |                                     |                                  |                                  |                                  |                                  |
|                                       |                                       |                                       |                                       |                                       |                                       |                                       |                                       |                                       |                                       |                                   |                                   |                                        |                                        |                                        |                                        |                                        |                                        |                             |                             |                             |                             |                             |                             |                                |                                |                                |                                | Urraca von Kastilien (1186–1220) |                                |  |  |                                      |                                      |                                      |                                      |                                      |                                      |                                      |                                      |                                      |                                      |                                 |                                 |                                  |                                  |                                  |                                  |                                       |                                       |                                       |                                       |                                       |                                       |                                     |                                     |                                     |                                     |                                  |                                  |                                  |                                  |

## Nachkommen
Urraca von Kastilien hatte mit Alfons II. fünf Kinder:
- Sancho II. (* 8. September 1207; † 4. Januar 1248), König von Portugal
- Alfons III. (* 5. Mai 1210; † 16. Februar 1279), König von Portugal
- Leonor (* 1211; † 13. Mai 1231), ⚭ 1229 Waldemar von Schleswig
- Fernando (* 1217; † 1246), Herr von Serpa
- Vicente (* 1219)

Siehe auch: Liste der Königinnen Portugals, Liste der Könige Portugals, Geschichte Portugals, Zeittafel der Geschichte Portugals, Portugal unter den Burgunderherrschern.